# Francisco de Peñalosa
Pour les articles homonymes, voir Peñalosa.
Francisco de Peñalosa (né en 1470 à Talavera de la Reina et mort le 1er avril 1528 à Séville) est un compositeur espagnol de la Renaissance.

## Biographie
Francisco de Peñalosa a exercé comme maître de chapelle à la cathédrale de Séville, mais aussi à Burgos et à la chapelle pontificale à Rome pendant trois ans de 1518 à 1521.
Peñalosa est l'un des plus célèbres compositeurs espagnols de la génération précédent Cristóbal de Morales, et ses compositions ont été très appréciées en son temps. Cependant, sa musique n'a pas été diffusée ; il n'a pu tirer profit de l'invention de imprimerie, étant donné que la plupart du temps, il est resté en Espagne, loin de villes comme Venise et Anvers qui ont été les premiers centres de la musique imprimée. Les générations postérieures de compositeurs espagnols comme Francisco Guerrero, Cristobal de Morales, Tomás Luis de Victoria ont passé une partie de leur carrière en Italie, où leurs compositions étaient imprimées et ont été diffusées autant que celles des compositeurs franco-flamands qui ont dominé la musique en Europe au XVIe siècle.

## Œuvres
Peñalosa a écrit des messes, un Magnificat, des motets et des hymnes. Onze compositions profanes ont survécu, y compris un quodlibet pour six voix. Peñalosa était passionné de puzzles contrapuntiques et de canons, comme on peut le voir dans le quodlibet, et dans l'Agnus Dei de sa Messe Ave Maria, dans lesquels il combine le plain-chant avec le renversement d'une chanson profane célèbre de Hayne van Ghizeghem.
Un de ses motets Sancta mater istud agas a longtemps été attribuée à Josquin Des Prés, ce qui donne une indication de la ressemblance stylistique de leur musique et de la haute qualité de celle de Peñalosa.